# Комппер, Марвин
Ма́рвин Ко́мппер (нем. Marvin Compper; род. 14 июня 1985[…], Тюбинген, Баден-Вюртемберг) — немецкий футбольный тренер, ранее выступавший как футболист на позиции защитника. Сыграл 1 матч за сборную Германии.

## Профессиональная карьера

### «Боруссия» (Мёнхенгладбах)
В сезоне 2002/03 Марвин Комппер перешёл из молодёжной команды «Штутгарт» в любительскую команду мёнхенгладбахской «Боруссии». Вскоре после прихода в клуб он был определён в команду до 19 лет, а затем в команду «Боруссия» (Мёнхенгладбах) II. В июле 2005 года он подписал свой первый профессиональный контракт, который был рассчитан до 2008 года.
Вскоре после подписания первого профессионального контракта Комппер был переведён в первую команду и дебютировал в сезоне 2005/06. Его первое появление за клуб состоялось 1 октября 2005 года, когда он вышел на замену во втором тайме вместо травмированного Жеффа Штрассера в матче против «Майнца» (1:0). Поскольку большую часть сезона он провёл на скамейке запасных, защитник в итоге вышел на поле пять раз за сезон.
В сезоне 2006/07 Комппер четыре раза выходил на поле в составе резервной команды в августе 2006 года. 14 октября 2006 года он впервые вышел на поле (а также впервые в старте) в матче с «Вольфсбургом» (3:1). Из-за травм Филипа Дамса и защитника сборной Марселя Янсена, осенью 2006 года он стал постоянным игроком в Бундеслиге. У него было несколько выходов в первой команде, пока он не был исключён из первой команды после критики главного тренера Юппа Хайнкеса после ничьей против «Майнца» (1:1) 9 декабря 2006 года. 30 января 2007 года он вернулся в первую команду после дисквалификации, сыграв вничью против «Нюрнберга» (0:0). После отставки Хайнкеса Комппер получил больше возможностей в первой команде под руководством нового тренера Йоса Лухукая. Он закончил сезон с 23 матчами в чемпионате, но в конце сезона клуб был понижен в классе, заняв последнее место в таблице Бундеслиги. В первой половине сезона 2007/08 Комппер сыграл всего три матча за «гладбах».

### «Хоффенхайм»
В январе 2008 года из-за отсутствия возможности играть в первой команде, Марвин Комппер перешёл в «Хоффенхайм». 1 февраля 2008 года Комппер дебютировал в составе «Хоффенхайма», где он начал весь матч на позиции центрального защитника в победе над «Вееном» со счётом 2:0. 10 февраля 2008 года перед последующим матчем против своего бывшего клуба, «Боруссии» из Мёнхенгладбаха, Комппер дал интервью Bild, в котором сказал, что не испытывает обиды по поводу своего ухода из клуба. Он отыграл весь матч против своего бывшего клуба, где он организовал гол для Демба Ба в победе со счётом 4:2. Комппер быстро закрепился в первой команде, где он играл в основном на позиции центрального защитника. Он также был в составе команды, которая завоевала повышение в Бундеслигу, обыграв «Гройтер Фюрт» со счётом 5:0 в последней игре сезона. К концу сезона 2007/08, в котором «Хоффенхайм» вышел в Бундеслигу, Комппер провёл в общей сложности 19 матчей во всех турнирах.
Комппер начал сезон 2008/09, когда помог клубу выиграть первый матч Бундеслиги, победив «Энерги Котбус» со счётом 3:0. Он продолжал оставаться в первой команде, играя на позиции центрального защитника. 27 сентября 2008 года он забил свой первый гол в матче против бременского «Вердера» (5:4). Он помог команде одержать победы, благодаря которым до января они находились на вершине турнирной таблицы. Однако вскоре форма клуба ухудшилась, что привело к потере места в верхней части таблицы, а сам защитник, несмотря на наличие игрового времени, переживал неудачи. 2 мая 2009 года он впервые стал капитаном команды, где отыграл весь матч, в поражении против «Вольфсбурга» (0:4). Несмотря на дальнейшие неудачи в течение сезона 2008/09, Комппер завершил свой полный сезон в клубе, сыграв в общей сложности 32 матча и забив один раз во всех турнирах.
В сезоне 2009/10 Комппер продолжал оставаться в первой команде, играя на позиции центрального защитника. Свой первый гол в сезоне он забил 12 сентября 2009 года в победе над «Бохумом» (3:0). Его выступление привело к тому, что он подписал продление контракта до 2013 года. Несмотря на то, что в сезоне 2009/10 он дважды выходил на замену, он провёл в общей сложности 35 матчей и забил дважды во всех турнирах.
В сезоне 2010/11 Комппер удачно начал матч открытия сезона, когда он организовал гол для Пениэля Млапы в победе над бременским «Вердером» (4:1). Он начал играть на позиции левого защитника, когда главный тренер Ральф Рангник предпочёл Айзека Ворса и Йосипа Шимунича в качестве центральных защитников. Комппер начинал каждый матч, пока не получил травму спины, из-за которой он не играл в течение двух матчей. 17 октября 2010 года он вернулся на позицию центрального защитника, на которой провёл весь матч, в победе над мёнхенгладбахской «Боруссией» (3:2). После этого ему удалось вернуть себе роль центрального защитника до конца сезона. 18 декабря 2010 года Марвин Комппер забил свой первый гол в сезоне в ничьей с «Нюрнбергом» (1:1). Однако в конце марта Комппер попал в инцидент с партнёром по команде Сеядом Салиховичем на тренировке; позже они уладили свои разногласия.
В преддверии сезона 2011/12 Комппер был связан с уходом из «Хоффенхайма», причём интерес к нему проявляла команда Ла Лиги «Севилья». Несмотря на это, он остался в клубе и начал сезон, продолжая играть на позиции центрального защитника под новым руководством Хольгера Станиславски. 1 октября 2011 года в ничьей с «Баварией» (0:0) игра Комппера была высоко оценена Станиславски, и он был назван «игроком матча». Он играл в каждом матче с момента открытия сезона до удаления 10 декабря 2011 года на последних минутах игры после фола на Томаше Пекгарте в победе над «Нюрнбергом» (2:0). После двухматчевой дисквалификации Комппер снова был удалён в первом тайме за фол в четвертьфинальном матче против «Гройтер Фюрта» (1:0), который стал последней игрой Станиславски в качестве главного тренера. 4 марта 2012 года несмотря на удаление, Комппер забил свой первый гол за клуб в ничьей против «Кёльна» (1:1). В конце сезона 2011/12 защитник провёл в общей сложности 33 матча и забил два раза во всех турнирах.
В сезоне 2012/13 Комппер продолжал играть в первой команде на позиции центрального защитника после назначения Маркуса Баббеля. В сентябре 2012 года в отсутствие Тима Визе, Марвин получил роль капитана. Клуб выиграл несколько матчей подряд против «Ганновера 96» и «Штутгарта». Он играл в каждом матче до удаления 10 ноября 2012 года за второе нарушение правил в ничьей против дюссельдорфской «Фортуны» (1:1). Комппер был капитаном команды ещё четыре раза, пока в январе 2013 года не был исключён из первой команды из-за комментария, сделанного им в адрес клуба. В результате он был переведён во вторую команду. Помимо исключения, игрок вёл переговоры по контракту. К моменту своего ухода в сезоне 2012/13 Комппер провёл 16 матчей.

### «Фиорентина»
В январе 2013 года Марвин Комппер подписал контракт с командой «Фиорентина», заключив трёхлетний контракт за нераскрытую сумму. Позже он рассказал, что на самом деле контракт был рассчитан на два года. После нескольких матчей в качестве неиспользованной замены на скамейке запасных, 3 марта 2013 года Комппер дебютировал за итальянский клуб, отыграв всю игру на позиции центрального защитника, в ничьей против «Кьево» (2:2). Затем он несколько раз выходил в основном составе в конце сезона. В конце сезона 2012/13 годов немец в общей сложности семь раз выходил на поле.
В начале сезона 2013/14 Комппер появился в первых двух матчах сезона. Однако вскоре он оказался на скамейке запасных и боролся за место в основной команде, так как столкнулся с конкуренцией на позиции центрального защитника. 23 января 2014 года он забил поздний гол в матче против «Сиены» в четвертьфинале Кубка Италии, в результате чего «Фиорентина» одержала победу со счётом 2:1. Несмотря на травму, полученную в конце сезона, немец завершил свой второй сезон, сыграв 19 матчей и забив один раз во всех турнирах. В летнее трансферное окно 2014 года ожидалось, что Комппер покинет клуб, поскольку его возможности в первой команде «Фиорентины» стали ограниченными. В результате он был исключён из состава перед предсезонным турне клуба.

### «РБ Лейпциг»
2 августа 2014 года Комппер перешёл в команду второй Бундеслиги «РБ Лейпциг», подписав трёхлетний контракт. Ранее летом его активно сватали в «Эллас Верону». Однако он дал понять, что хочет играть в Бундеслиге до перехода в «РБ Лейпциг». После перехода в клуб он получил футболку с номером 33 перед началом нового сезона.
После того, как Комппер не был заменён в первых двух матчах, он дебютировал за «РБ Лейпциг» 22 августа 2014 года, выйдя на замену вместо травмированного Никласа Хоэнедера, в победе над «Эрцгебирге» (1:0). После дебюта немец начинал каждый матч за команду вместе с Тимом Себастианом и Лукасом Клостерманом на позиции центрального защитника. Так продолжалось до тех пор, пока Комппер не был отстранён от игры за перебор жёлтых карточек в феврале 2015 года. 15 февраля 2015 года после возвращения, Марвин был назначен капитаном на матч против «Франкфурта», который они проиграли 0:1. Его возвращение было недолгим, когда он был удалён в первом тайме в матче против «Карлсруэ» 9 марта 2015 года, в результате чего он был дисквалифицирован на два матча. Несмотря на то, что в конце сезона 2014/15 Комппер был в запасе, он завершил свой первый сезон, выйдя на поле в общей сложности 27 раз во всех турнирах.
Однако в начале сезона 2015/16 Комппер получил травму колена, из-за которой он несколько месяцев не играл в основной команде. После возвращения к тренировкам после травмы в сентябре он был определён в резервную команду, чтобы восстановить форму. 4 октября 2015 года он впервые после возвращения после травмы вышел на поле в матче против «Нюрнберга». После возвращения защитник вернул себе место в первой команде, несмотря на новые турниры в этом сезоне. Он получил несколько выходов в первой команде, пока не получил мышечную травму, из-за которой выбыл на две недели в декабре 2015 года. 7 февраля 2016 года Комппер забил после возвращения после травмы два месяца спустя, в победе над брауншвейгским «Айнтрахтом» со счётом 2:0. Позже немец помог клубу впервые выйти в Бундеслигу, победив 8 мая 2016 года «Карлсруэ» со счётом 2:0. К концу сезона 2015/16 он в общей сложности провёл 23 матча и забил трижды во всех турнирах.
Несмотря на трудности с восстановлением физической формы перед сезоном 2016/17, Компперу удалось вернуть себе место в основной команде на позиции центрального защитника в начале сезона. С начала сезона он принял участие в каждом матче за команду. Однако в ноябре 2016 года защитник получил разрыв капсулы сустава, из-за чего выбыл из строя на целый год. 21 января 2017 года после возвращения после травмы Комппер забил в победе над «Айнтрахтом» (3:0) из Франкфурта. Вернувшись после травмы Комппер продолжил возвращать себе место в первой команде к концу сезона и помог команде финишировать на втором месте, чтобы квалифицироваться в Лигу чемпионов на следующий сезон. Несмотря на то, что в конце сезона 2016/17 он трижды выбывал из строя, в общей сложности он принял участие в 26 матчах и дважды забил во всех турнирах. В конце сезона 2016/17 Комппер подписал продление контракта до 2019 года.
Перед сезоном 2017/18 Комппер получил травму икры во время предсезонного турне клуба. Несмотря на возвращение к тренировкам после травмы, как раз к началу чемпионата, Марвин, однако, оказался на скамейке запасных, поскольку проиграл конкуренцию Вилли Орбану, Дайо Упамекано, Ибраиму Конате и Штефану Ильзанкеру. Это также сочеталось с натянутыми отношениями с главным тренером Ральфом Хазенхюттлем. К моменту своего ухода Комппер трижды выходил на поле в первой половине сезона 2017/18.

### «Селтик» и «Дуйсбург»
Сообщалось, что «Селтик» принял предложение от «РБ Лейпциг» на сумму £1 млн. В декабре 2017 года Комппер согласовал переход в клуб шотландской премьер-лиги «Селтик», сделка вступила в силу 1 января 2018 года. За полтора года в составе шотландских грандов он так и не появился в чемпионате.
2 июля 2019 года он подписал контракт с «Дуйсбургом». 1 августа 2020 года он объявил о своём уходе и перешёл в тренерский штаб.

### Сборная Германии
Марвин Комппер имел право играть за сборные Германии и Франции, так как получил гражданство.
Ранее представлявший сборные Германии до 17 лет и Германии до 18 лет, Комппер впервые был вызван в сборную Германии до 20 лет, дебютировав 16 февраля 2005 года в матче против сборной Италии до 20 лет. Через три месяца после дебюта Комппер был вызван в сборную Германии до 20 лет на молодёжный чемпионат мира в Нидерландах. После того, как он дважды выходил на замену в первых двух матчах, он 18 июня 2005 года сыграл свой первый матч на турнире, где вышел на замену во втором тайме, в проигрыше против Аргентины до 20 лет (0:1). Комппер впервые вышел в стартовом составе на турнире, когда Германия проиграла сборной Бразилии (1:2) после того, как игра перешла в дополнительное время, выбыв из турнира. В дальнейшем он провёл одиннадцать матчей за команду до 20 лет.
13 ноября 2008 года Комппер был впервые вызван в сборную Германии. Через пять дней после повторного вызова, 19 ноября 2008 года, Комппер сыграл свою единственную международную игру в товарищеском матче против сборной Англии, став первым игроком «Хоффенхайма», надевшим форму сборной Германии. После матча Марвин рассказал о своём дебюте, сказав: «Я был очень рад играть с самого начала, но мой дебют был омрачён только поражением, жаль, что мы не смогли успешно завершить год».

## Тренерская карьера
После завершения карьеры футболиста в 2020 году стал помощником главного тренера в «Дуйсбурге». В 2021 году вошёл в тренерский штаб Маркуса Гисдоля в московском «Локомотиве». После ухода Гисдоля 1 марта 2022 года Комппер стал исполняющим обязанности главного тренера. Однако на следующий день «Локомотив» назначил исполнять обязанности главного тренера Дмитрия Лоськова, поскольку у Комппера не оказалось лицензии Pro.

## Достижения
- Серебряный призёр Второй Бундеслиги: 2007/08

## Личная жизнь
Комппер родился в Тюбингене, Западная Германия, от матери-немки и отца-француза из Гваделупы, и имеет французское гражданство из-за происхождения отца. В детстве Комппер болел за «Пари Сен-Жермен», а кумирами были Джордж Веа и Давид Жинола.
Жена Катрин, у пары есть сын Элия. Их второй ребёнок родился в августе 2017 года.